# خوسيه أوسكار هيريرا
خوسيه أوسكار هيريرا (بالإسبانية: José Óscar Herrera)‏ (مواليد 17 يونيو 1965) هو لاعب كرة قدم. يلعب مع منتخب الأوروغواي لكرة القدم. سبق له أن لعب في كأس العالم لكرة القدم مع منتخب بلاده.

## روابط خارجية
- خوسيه أوسكار هيريرا على موقع الاتحاد الدولي (مؤرشف)  (الإنجليزية)
- خوسيه أوسكار هيريرا على موقع الاتحاد الأوربي (الإنجليزية)
- خوسيه أوسكار هيريرا على موقع قاعدة بيانات كرة القدم.إي يو (الإنجليزية)
- خوسيه أوسكار هيريرا على موقع ناشيونال فوتبول تيمز (الإنجليزية)